# Пешхалы
Пешхалы (пол. Pierzchały) — грузовая станция в деревне Пешхалы в гмине Плоскиня, в Варминьско-Мазурском воеводстве Польши. Имеет 1 платформу и 1 путь, угольный терминал.
Участковая станция построена в 1955—1957 годах на грузовой железнодорожной линии Богачево — Мамоново с шириной русской колеи, которая ведёт к российско-польской границе.